# 枚阮清芳
枚阮清芳（1977年－2008年2月6日）是一名越南著名的男演員及歌手。 

## 影視作品

### 電視劇
| 年份 | 片名                                | 角色         | 導演 | 合作演員 |
| 2005 | 《時裝公司》 （Công ty thời trang） | 阿勇（Dũng） |      |          |
| 2006 | 《刺芹之味》 （Mùi ngò gai）        | 阿倫（Luân） |      |          |
| 2007 | 《福之地》 （Miền đất phúc）        | 阿利（Lợi）  |      |          |

## 主要獎項
| 年分 | 授獎名稱     | 獎項               | 作品名稱     | 角色 | 結果 |
| ---- | ------------ | ------------------ | ------------ | ---- | ---- |
| 2005 | 第11届黃梅獎 | 最受歡迎影視男演員 | 《時裝公司》 | 阿勇 | 獲獎 |
| 2007 | 第13届黃梅獎 | 最受歡迎影視男演員 | 《福之地》   | 阿利 | 獲獎 |

1. ↑  . NLD.   [2020-10-10]. （原始内容存档于2021-02-27）.
2. ↑  . VNEXPRESS.   [2020-10-10]. （原始内容存档于2021-12-08）.
3. ↑  . TUOITRE.   [2020-10-10]. （原始内容存档于2017-10-23）.